# جينساي شينزاكي
جينساي شينزاكي (باليابانية: 新崎 健介) ، من مواليد 2 ديسمبر 1966م، مسارع ياباني محترف سابق، شارك في عدة منافسات لرياضة المصارعة الحرة في اليابان والعالم، ومن بينها مشارك بطولة مصارعة الحرة دبليو دبليو إف من سنة 1994 إلى 1996م.

## روابط خارجية
- جينساي شينزاكي على موقع IMDb (الإنجليزية)
- جينساي شينزاكي على موقع قاعدة بيانات الفيلم (الإنجليزية)
- جينساي شينزاكي على موقع كينوبويسك (الروسية)
- جينساي شينزاكي على موقع دبليو دبليو إي (الإنجليزية)
- جينساي شينزاكي على موقع WrestlingData.com (الإنجليزية)
- جينساي شينزاكي على موقع CageMatch worker (الإنجليزية)
- جينساي شينزاكي على موقع قاعدة بيانات المصارعة على الإنترنت (الإنجليزية)
- جينساي شينزاكي على موقع عالم المصارعة على الإنترنت (الإنجليزية)